# Кері Франклін
Кері Франклін (англ. Cary Franklin; нар. 1 січня 1977) — колишній американський тенісист.
Найвищу одиночну позицію світового рейтингу — 668 місце досяг 28 травня 2001, парну — 383 місце — 19 листопада 2001 року.

## Титули ITF Ф'ючерс

### Парний розряд: (2)
| Ранг | Дата     | Турнір               | Покриття | Партнер        | Суперники                    | Рахунок     |
| ---- | -------- | -------------------- | -------- | -------------- | ---------------------------- | ----------- |
| 1.   | Сер 1999 | США F12, Сент-Джозеф | Тверде   | Грейдон Олівер | Гарет Вільямс Джефф Вільямс  | 6–4, 6–2    |
| 2.   | Лип 2001 | Канада F3, Lachine   | Тверде   | Харш Манкад    | Вікрант Чадга Джеймс Шорталл | 7–6(4), 6–3 |